# Церква Гольмен
Це́рква Го́льмен (дан. Holmens Kirke) — парафіяльна церква в центрі Копенгагена, столиці Данії, на вулиці Гольменс-Канал. Збудована перше як якірна кузня 1563 року, пізніше перетворена на морську церкву наказом короля Кристіана IV. Відома тим, що 1967 р. в ній узяли шлюб принцеса Маргрете (згодом королева Данії між 1972 і 2024 роками) і принц Генрік. Місце поховання таких видатних особистостей, як герої флоту Нільс Юель і Петер Турденшольд і композитор Нільс Ґаде. Містить художні твори Бертеля Торвальдсена, Карела ван Мандера та інших.

## Будівля
Сьогоднішній вигляд церкви Гольмен дуже близький до вигляду по реновації 1872 р. за винятком кольору. Вікна з прозорого скла й оправлені головно в залізо. Шпиль покритий міддю, як і малий шпиль на даху конфесіоналу. Церква належить до лютеранського віровизнання.

## Історія
У середньовічному Копенгагені Гольмен (або Бремергольм) був справжнім островом (дан. holm, досл. «острів»). Однак у XIV столітті реструктуризація міста зробила його радше півостровом, оточеним Гольменс-Каналом. На цьому півострові данський король Крістіан III заснував верф, що стала синонімічна з назвою «Гольмен».
Коли верф була перенесена на Нюгольм у Кристіансгавні, назва «Гольмен» теж перенеслася, і тоді Бремергольм став Ґаммельгольмом (дан. Gammelholm, досл. «старий острів») — ця назва рідко вживається сьогодні. Гольменс-Канал був засипаний у 1860-х, але назва існує й надалі як назва вулиці.

### Кузня кітв
У 1562—1563 роках данський король Фредерік II збудував для Гольмена кузню кітв, яка була розміщена на другому боці каналу. Її будівля мала нетипову форму через те, що особливу увагу приділено тому, щоб не зіпсувати виду з королівського замку Крістіансборг. Саму кузню скрито за вищою будівлею — вежею, зведеною Петером де Дюнкерсом, фасад якої, обернений до замку, виконано в італійському стилі.

### Перша церква
1617 року данський король Крістіан IV збудував будинки для персоналу військового флоту між церквою святого Миколая і Гольменом. Це спричинилося до припливу людності, через що стало потрібно збудувати більшу церкву, яку король звів у колишній кузні кітв.
Початково перебудова не спричинила переробки плану будівлі. Церкву освячено 5 вересня 1619, але майстри працювали над церквою ще протягом 1620 року.
Будівля мала певні подібності до сільської церкви, з вищою вежею («дзвіницею») з одного боку, яка, однак, не була фактичною частиною церкви, а дзвони були розташовані в іншій частині будівлі.
Небагато відомо про оздоблення першої церкви. Найімовірніше, вівтарна картина була розташована при стіні, оберненій до вежі, оскільки інших варіантів немає. Також були двері з протилежного боку й двері, що виходили на Скіппербодерне (тоді — Стерестраде, зараз — Гольменс-Канал), які називалися великими церковними дверима.

### Хрестоподібна церква
Церква швидко стала замала, і вже 1641 року вирішено розбудувати її в хрестоподібну церкву. Вежу вбудовано в церкву, решту якої вирівняно на тому самому рівні. Два нові крила були трохи коротші від двох старих. Леонгар Бласіус був архітектором церкви, але є ознаки того, що король ухвалив рішення про розпланування церкви за зразком церкви в Глюксбурзькому замку.
Стіни, викладені плитками, стоять на фундаменті з гранітних блоків. Нові крила збудовано з жовтої цегли, дрібнішої від каміння, з якого складено вежу. Щоб будівля мала одноманітний вигляд, стіни пофарбовано в жовті й червоні вертикальні смуги, на яких намальовано білі лінії задля схожості з цегляною стіною.
Шпиль був збудований у двох поверхах з дзвонами в нижній частині. Цей шпиль протягом років спричиняв значні проблеми, оскільки дерев'яна конструкція даху не була достатньо міцна, щоб нести його вагу. Конструкцію зміцнено в 1698 і 1793 роках, але тільки 1930 року заваленню запобігли шляхом запровадження залізної конструкції. Оцінюється, що шпиль сьогодні на 60 см нижчий, ніж тоді, коли був щойно збудований.

### Пізніші зміни
Великі копенгагенські пожежі 1728 і 1795 років не зачепили церкви Гольмен, а бомбардування 1659 і 1807 років спричинили лише незначні ушкодження, завдяки чому загальна форма церкви сьогодні така сама, як тоді, коли вона була збудована. А втім, на постаменті з північного боку хору видно гарматне ядро, що, ймовірно, опинилося там під час нападу шведів 1658 року.
1697 року в церкві збудовано каплицю для Нільса Юеля, спроєктовану Ернстом Брандербурґером. Ця будівля згодом була усунута після збудування мавзолею Нільса Юеля.
Під час реновації собору Роскілле портал Кристіана IV Данського був перенесений на східний фронтон церкви Гольмен.
Скульптури й стуко полагоджено у XX столітті, що було необхідно через просідання конструкції шпилю. У рамках приготувань до весілля наслідної принцеси Марґрете з принцом Генріком, яке відбулося в церкві 1967 року, церква пройшла ґрунтовну реновацію. Це включало заміну дерев'яної підлоги на кам'яну.